# Ajalon-Gefängnis

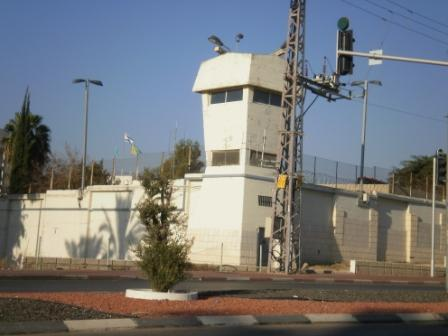
Ein Wachturm des Ajalon-Gefängnisses

Das Ajalon-Gefängnis ist eines von mehreren Gefängnissen in Ramla, Israel. In ihm saß unter anderem John Demjanjuk 1986 ein.
Es war auch Schauplatz der Hinrichtung von Adolf Eichmann in der Nacht vom 31. Mai auf den 1. Juni 1962.
Das Gefängnis enthält einen Isolationstrakt, der eigens für Jigal Amir gebaut worden war. In ihm wurde ferner auch Häftling X gefangen gehalten, der sich nach offiziellen Angaben 2010 in seiner Zelle umbrachte.